# دیوید شویکرت
دیوید شویکرت (به انگلیسی: David Schweikert) نمایندهٔ حوزه انتخابیه ششم آریزونا از حزب جمهوری‌خواه ایالات متحده آمریکا در مجلس نمایندگان ایالات متحده آمریکا است که برای نخستین‌بار در ۶۴ ژانویه ۲۰۱۱ میلادی به‌عضویت این مجلس درآمد.